# Карпово (Уфимський міський округ)
Ка́рпово (рос. Карпово, башк. Карпов) — присілок у складі Башкортостану, Росія. Входить до складу Уфимського міського округу, Калінінського району міста Уфа.
Населення — 135 осіб (2010, 125 у 2002).
Національний склад:
- росіяни — 59 %